# Elecciones parlamentarias de Perú de 2021
Las elecciones parlamentarias de Perú de 2021 se llevaron a cabo el 11 de abril de 2021 para elegir a 130 representantes ante el Congreso de la República del Perú, representativos de 27 distritos electorales, en conjunto con la elección del presidente y vicepresidentes de la República y representantes ante el Parlamento Andino, para el periodo 2021-2026. Constituyeron la octava elección parlamentaria desde la aprobación de la Constitución de 1993.
Las elecciones se realizaron bajo un contexto marcado por una profunda inestabilidad política caracterizada por el enfrentamiento entre los poderes ejecutivo y legislativo en medio de la crisis sanitaria por la pandemia del coronavirus, con su punto álgido en noviembre de 2020, cuando tras dos intentos el Congreso destituyó al presidente Martín Vizcarra bajo acusaciones de presunta corrupción. Su sucesor, Manuel Merino, quien asumió la presidencia en su calidad de presidente del Congreso, enfrentó masivas protestas en todo el país. La respuesta represiva del gobierno resultó en dos muertes, lo que intensificó las manifestaciones y, tras menos de una semana en el cargo, Merino se vio obligado a renunciar. Fue reemplazado por Francisco Sagasti, un político moderado que también se enfrentó a la presión del Congreso, lo que evidenció la persistente confrontación entre el poder legislativo y el ejecutivo.
En este contexto de alta volatilidad política, las proyecciones de intención de voto mostraron un panorama de desinterés generalizado en la campaña electoral, evidenciado por un elevado número de votos en blanco y viciados. Las encuestas previas señalaban que Acción Popular, el partido que había ganado los comicios de 2020, sería nuevamente el más votado, seguido por Somos Perú, con el expresidente Vizcarra como uno de sus principales candidatos, y Fuerza Popular, el partido fujimorista. Sin embargo, en los días previos a la elección, el sorpresivo ascenso de Pedro Castillo, candidato presidencial de Perú Libre, alteró las proyecciones. En las encuestas privadas, su partido emergió como uno de los principales contendientes en las elecciones parlamentarias.
Los resultados finales fueron sorpresivos: Perú Libre se alzó como el partido más votado, lo que marcó un hito histórico al convertirse en la primera vez que un partido de izquierda ganaba unas elecciones parlamentarias y su mejor resultado desde las elecciones de 1985, cuando Izquierda Unida quedó en segundo lugar. Aunque Perú Libre obtuvo resultados modestos en Lima, principal distrito electoral del país, su apoyo en las regiones del centro y sur fue decisivo para asegurar el triunfo. Por otro lado, Fuerza Popular, que había experimentado un desplome en las elecciones de 2020, consiguió un cercano segundo lugar, beneficiándose de un sólido respaldo en las regiones costeras del norte. Renovación Popular obtuvo el tercer lugar, siendo la primera vez que la extrema derecha conseguía representación desde las elecciones de 1963, cuando lo logró Unión Revolucionaria. Su éxito se concentró principalmente en Lima, mientras que en el resto del país obtuvo escasos escaños.
Acción Popular, el partido más votado en 2020, cayó al cuarto lugar, siendo desplazado por las fuerzas de izquierda y el fujimorismo, y consiguió la victoria solo en una región. De manera similar, Alianza para el Progreso, que había sido la segunda fuerza política en el Congreso anterior, cayó al quinto lugar. A pesar de estos resultados, ambos partidos lograron más escaños que Renovación Popular debido a su desempeño más equilibrado en todo el país. Avanza País, un partido ultraliberal, concentró sus votos en Lima y obtuvo un resultado menor. Podemos Perú, otro partido de derecha, obtuvo una representación limitada a las regiones costeras del centro.
Juntos por el Perú, otra fuerza de izquierda, consiguió representación en el Congreso tras no lograrlo en las elecciones anteriores, gracias a su éxito en regiones como la capital y el sur del país, aunque fue superado por el ascenso de Perú Libre. Somos Perú, impulsado por la campaña del expresidente Vizcarra, también logró escaños, aunque Vizcarra fue inhabilitado por el Congreso pese a ser el candidato más votado en las elecciones. El Partido Morado, el nuevo oficialismo tras la asunción de Francisco Sagasti, sufrió un fuerte retroceso, logrando superar por poco la valla electoral y consiguiendo representación solo en Lima.
A pesar de que Perú Libre ganó las elecciones parlamentarias y presidenciales, las fuerzas de derecha lograron obtener la mayoría de los escaños en el Congreso. Esta situación les permitió bloquear la formación de una mesa directiva favorable al oficialismo, tal como había ocurrido en 2016 con el partido del expresidente Pedro Pablo Kuczynski. Además, los partidos de derecha se convirtieron en los principales impulsores de acusaciones de un supuesto fraude electoral, lo que tensó aún más el clima político. Las fuerzas de oposición, con una mayoría en el Congreso, comenzaron a plantear la posibilidad de una vacancia presidencial desde el inicio del nuevo periodo gubernamental, lo que anticipaba una continuación del conflicto entre los poderes ejecutivo y legislativo, como ya se había visto en los años anteriores.

## Contexto
Desde la disolución del Congreso de la República del Perú de 2019 el 30 de septiembre y oficializada el 1 de octubre por el presidente de Martín Vizcarra, además de que fue declarado válido por el Tribunal Constitucional del Perú el 14 de enero de 2020, son los primeros comicios que se darán dentro del normal marco legal democrático para, que junto a las elecciones generales del mismo año, relevar autoridades de los poderes legislativo y ejecutivo.

## Sistema electoral
Se elegirá a 130 miembros correspondientes a los 27 distritos electorales (24 departamentos, la Provincia de Lima, la Provincia Constitucional del Callao y los residentes en el extranjero), empleando el método de la cifra repartidora, con doble voto preferencial opcional, a excepción de Madre de Dios, donde solo se aplicará el voto preferencial opcional.
Luego de la creación del nuevo distrito electoral para peruanos residentes en el extranjero y al crecimiento del padrón electoral de la región Ucayali, la distribución y número de congresistas para las elecciones de 2021 quedaron fijados de la siguiente manera:
| Escaños | Distritos electorales                                                                              |  |
| 33      | Lima(–3)                                                                                           |  |
| 7       | La Libertad y Piura                                                                                |  |
| 6       | Arequipa y Cajamarca                                                                               |  |
| 5       | Áncash, Cusco, Junín, Lambayeque y Puno                                                            |  |
| 4       | Callao, Ica, Lima Provincias, Loreto y San Martín                                                  |  |
| 3       | Ayacucho, Huánuco y Ucayali(+1)                                                                    |  |
| 2       | Amazonas, Apurímac, Huancavelica, Moquegua, Pasco, Tacna, Tumbes y Residentes en el Extranjero(+2) |  |
| 1       | Madre de Dios                                                                                      |  |

## Composición parlamentaria
Las siguientes tablas muestran la composición del Congreso de la República electo en 2020 y al final de la legislatura:
| Grupos parlamentarios | Grupos parlamentarios                                | Partidos | Partidos | Esc. | Total |
| --------------------- | ---------------------------------------------------- | -------- | -------- | ---- | ----- |
|                       | Grupo Parlamentario Acción Popular                   |          | AP       | 25   | 25    |
|                       | Grupo Parlamentario Alianza para el Progreso         |          | APP      | 22   | 22    |
|                       | Grupo Parlamentario Frente Popular Agrícola del Perú |          | Frepap   | 15   | 15    |
|                       | Grupo Parlamentario Fuerza Popular                   |          | FP       | 15   | 15    |
|                       | Grupo Parlamentario Unión por el Perú                |          | UPP      | 13   | 13    |
|                       | Grupo Parlamentario Podemos Perú                     |          | PP       | 11   | 11    |
|                       | Grupo Parlamentario Somos Perú                       |          | SP       | 11   | 11    |
|                       | Grupo Parlamentario Partido Morado                   |          | PM       | 9    | 9     |
|                       | Grupo Parlamentario Frente Amplio                    |          | FA       | 9    | 9     |

| Grupos parlamentarios | Grupos parlamentarios                                | Partidos | Partidos | Esc. | Total |
| --------------------- | ---------------------------------------------------- | -------- | -------- | ---- | ----- |
|                       | Grupo Parlamentario Acción Popular                   |          | AP       | 22   | 22    |
|                       | Grupo Parlamentario Alianza para el Progreso         |          | APP      | 21   | 21    |
|                       | Grupo Parlamentario Frente Popular Agrícola del Perú |          | Frepap   | 15   | 15    |
|                       | Grupo Parlamentario Fuerza Popular                   |          | FP       | 15   | 15    |
|                       | Grupo Parlamentario Podemos Perú                     |          | PP       | 11   | 11    |
|                       | Grupo Parlamentario Partido Morado                   |          | PM       | 9    | 9     |
|                       | Grupo Parlamentario Unión por el Perú                |          | UPP      | 9    | 9     |
|                       | Grupo Parlamentario Frente Amplio                    |          | FA       | 8    | 8     |
|                       | Grupo Parlamentario Nueva Constitución               |          | IND      | 6    | 6     |
|                       | Grupo Parlamentario Somos Perú                       |          | SP       | 5    | 5     |
|                       | Grupo Parlamentario Descentralización Democrática    |          | IND      | 5    | 5     |
|                       | No agrupados                                         |          | IND      | 4    | 4     |

## Partidos y líderes
A continuación se muestra una lista de los partidos y alianzas electorales que participaron en las elecciones:
| Candidatura | Candidatura | Partidos y alianzas                               | Líderes | Líderes                     | Ideología                                                           | Resultado previo | Resultado previo | Ref. |
| Candidatura | Candidatura | Partidos y alianzas                               | Líderes | Líderes                     | Ideología                                                           | Votos (%)        | Esc.             | Ref. |
| ----------- | ----------- | ------------------------------------------------- | ------- | --------------------------- | ------------------------------------------------------------------- | ---------------- | ---------------- | ---- |
|             | AP          | Lista - Acción Popular (AP)                       |         | Mesías Guevara Amasifuén    | Partido atrapalotodo                                                | 10.26%           | 25               |      |
|             | PP          | Lista - Podemos Perú (PP)                         |         | José Luna Gálvez            | Conservadurismo social Populismo Nacionalismo                       | 8.38%            | 11               |      |
|             | Frepap      | Lista - Frente Popular Agrícola del Perú (Frepap) |         | Ezequiel Ataucusi Molina    | Israelismo Fundamentalismo cristiano Populismo                      | 8.38%            | 15               |      |
|             | APP         | Lista - Alianza para el Progreso (APP)            |         | César Acuña Peralta         | Liberalismo económico Conservadurismo liberal Populismo de derecha  | 7.96%            | 22               |      |
|             | PM          | Lista - Partido Morado (PM)                       |         | Julio Guzmán Cáceres        | Centrismo Republicanismo Progresismo                                | 7.40%            | 9                |      |
|             | FP          | Lista - Fuerza Popular (FP)                       |         | Keiko Fujimori Higuchi      | Fujimorismo Conservadurismo social Populismo de derecha             | 7.31%            | 15               |      |
|             | UPP         | Lista - Unión por el Perú (UPP)                   |         | José Vega Antonio           | Etnocacerismo Nacionalismo de izquierda Ultranacionalismo           | 6.77%            | 13               |      |
|             | FA          | Lista - Frente Amplio (FA)                        |         | Marco Arana Zegarra         | Socialismo Ecologismo Descentralización                             | 6.16%            | 9                |      |
|             | SP          | Lista - Somos Perú (SP)                           |         | Patricia Li Sotelo          | Democracia cristiana Conservadurismo social                         | 6.05%            | 11               |      |
|             | JP          | Lista - Juntos por el Perú (JP)                   |         | Roberto Sánchez Palomino    | Socialismo democrático Progresismo                                  | 4.80%            | 0                |      |
|             | PPC         | Lista - Partido Popular Cristiano (PPC)           |         | Alberto Beingolea Delgado   | Democracia cristiana Liberalismo económico Conservadurismo social   | 3.99%            | 0                |      |
|             | DD          | Lista - Democracia Directa (DD)                   |         | Andrés Alcántara Paredes    | Socialismo Nacionalismo de izquierda Ecologismo                     | 3.68%            | 0                |      |
|             | PL          | Lista - Perú Libre (PL)                           |         | Vladimir Cerrón Rojas       | Socialismo del siglo XXI Marxismo-leninismo Mariateguismo           | 3.40%            | 0                |      |
|             | AvP         | Lista - Avanza País (AvP)                         |         | Pedro Cenas Casamayor       | Conservadurismo liberal Liberalismo clásico                         | 2.52%            | 0                |      |
|             | PPS         | Lista - Perú Patria Segura (PPS)                  |         | Renzo Reggiardo Barreto     | Conservadurismo liberal Liberalismo económico                       | 2.37%            | 0                |      |
|             | RUNA        | Lista - Renacimiento Unido Nacional (RUNA)        |         | Ciro Gálvez Herrera         | Indigenismo Socialdemocracia Plurinacionalismo                      | 1.79%            | 0                |      |
|             | RP          | Lista - Renovación Popular (RP)                   |         | Rafael López-Aliaga Cazorla | Ultraconservadurismo Fundamentalismo cristiano Populismo de derecha | 1.49%            | 0                |      |
|             | C           | Lista - Contigo (C)                               |         | Gilbert Violeta López       | Liberalismo económico Conservadurismo progresista                   | 1.07%            | 0                |      |
|             | PNP         | Lista - Partido Nacionalista Peruano (PNP)        |         | Ollanta Humala Tasso        | Socialdemocracia Nacionalismo Reformismo                            | Nuevo            | Nuevo            |      |
|             | VN          | Lista - Victoria Nacional (VN)                    |         | George Forsyth Sommer       | Liberalismo económico Democracia cristiana Conservadurismo liberal  | Nuevo            | Nuevo            |      |

## Resultados

Distribución de escaños por departamento.

### Sumario general
| |                                           |              |              |              |         |         |
| Partidos y coaliciones                                                                               | Partidos y coaliciones                    | Voto popular | Voto popular | Voto popular | Escaños | Escaños |
| Partidos y coaliciones                                                                               | Partidos y coaliciones                    | Votos        | %            | ±pp          | Total   | +/−     |
| |                                           |              |              |              |         |         |
| | Perú Libre (PL)                           | 1,724,303    | 13.41        | +10.01       | 37      | +37     |
| | Fuerza Popular (FP)                       | 1,457,640    | 11.34        | +4.03        | 24      | +9      |
| | Renovación Popular (RP)1                  | 1,199,663    | 9.33         | +7.84        | 13      | +13     |
| | Acción Popular (AP)                       | 1,159,707    | 9.02         | –1.24        | 16      | –9      |
| | Alianza para el Progreso (APP)            | 969,699      | 7.54         | –0.42        | 15      | –7      |
| | Avanza País (AvP)                         | 969,059      | 7.54         | +5.02        | 7       | +7      |
| | Juntos por el Perú (JP)                   | 847,570      | 6.59         | +1.79        | 5       | +5      |
| | Somos Perú (SP)                           | 788,488      | 6.13         | +0.08        | 5       | –6      |
| | Podemos Perú (PP)                         | 750,238      | 5.83         | –2.55        | 5       | –6      |
| | Partido Morado (PM)                       | 697,289      | 5.42         | –1.98        | 3       | –6      |
| |                                           |              |              |              |         |         |
| | Victoria Nacional (VN)                    | 638,264      | 4.96         | n/a          | 0       | ±0      |
| | Frente Popular Agrícola del Perú (Frepap) | 588,999      | 4.58         | –3.80        | 0       | –15     |
| | Unión por el Perú (UPP)                   | 266,341      | 2.07         | –4.70        | 0       | –13     |
| | Partido Popular Cristiano (PPC)           | 212,811      | 1.65         | –2.34        | 0       | ±0      |
| | Partido Nacionalista Peruano (PNP)        | 195,536      | 1.52         | n/a          | 0       | ±0      |
| | Frente Amplio (FA)                        | 135,103      | 1.05         | –5.11        | 0       | –9      |
| | Democracia Directa (DD)                   | 100,032      | 0.78         | –2.90        | 0       | ±0      |
| | Renacimiento Unido Nacional (RUNA)        | 97,538       | 0.76         | –1.03        | 0       | ±0      |
| | Perú Patria Segura (PPS)                  | 54,853       | 0.43         | –1.94        | 0       | ±0      |
| | Contigo (C)                               | 5,787        | 0.05         | –1.02        | 0       | ±0      |
| |                                           |              |              |              |         |         |
| Total                                                                                                | Total                                     | 12,858,920   |              |              | 130     | ±0      |
| |                                           |              |              |              |         |         |
| Votos válidos                                                                                        | Votos válidos                             | 12,858,920   | 72.56        | –8.00        |         |         |
| Votos en blanco                                                                                      | Votos en blanco                           | 2,126,712    | 12.00        | +9.65        |         |         |
| Votos nulos                                                                                          | Votos nulos                               | 2,737,099    | 15.44        | –1.65        |         |         |
| Votos emitidos                                                                                       | Votos emitidos                            | 17,722,731   | 70.08        | –3.99        |         |         |
| Ausentes                                                                                             | Ausentes                                  | 7,565,223    | 29.92        | +3.99        |         |         |
| Votantes registrados                                                                                 | Votantes registrados                      | 25,287,954   |              |              |         |         |
| |                                           |              |              |              |         |         |
| Fuente:                                                                                              |                                           |              |              |              |         |         |
| Notas al pie: 1 Comparado con los resultados de Solidaridad Nacional (SN) en las elecciones de 2020. |                                           |              |              |              |         |         |
| Notas al pie:                                                                                        |                                           |              |              |              |         |         |
| 1 Comparado con los resultados de Solidaridad Nacional (SN) en las elecciones de 2020.               |                                           |              |              |              |         |         |

| \| Voto popular \| Voto popular \| Voto popular \| Voto popular \| Voto popular \| \| ------------ \| ------------ \| ------------ \| ------------ \| ------------ \| \| \| \| \| \| \| \| PL \| PL \| \| 13.41 % \| 13.41 % \| \| FP \| FP \| \| 11.34 % \| 11.34 % \| \| RP \| RP \| \| 9.33 % \| 9.33 % \| \| AP \| AP \| \| 9.02 % \| 9.02 % \| \| APP \| APP \| \| 7.54 % \| 7.54 % \| \| AvP \| AvP \| \| 7.54 % \| 7.54 % \| \| JP \| JP \| \| 6.59 % \| 6.59 % \| \| SP \| SP \| \| 6.13 % \| 6.13 % \| \| PP \| PP \| \| 5.83 % \| 5.83 % \| \| PM \| PM \| \| 5.42 % \| 5.42 % \| \| Otros \| Otros \| \| 17.85 % \| 17.85 % \| |       |  |         |         |
| Voto popular |       |  |         |         |
| |       |  |         |         |
| PL | PL    |  | 13.41 % | 13.41 % |
| FP | FP    |  | 11.34 % | 11.34 % |
| RP | RP    |  | 9.33 %  | 9.33 %  |
| AP | AP    |  | 9.02 %  | 9.02 %  |
| APP | APP   |  | 7.54 %  | 7.54 %  |
| AvP | AvP   |  | 7.54 %  | 7.54 %  |
| JP | JP    |  | 6.59 %  | 6.59 %  |
| SP | SP    |  | 6.13 %  | 6.13 %  |
| PP | PP    |  | 5.83 %  | 5.83 %  |
| PM | PM    |  | 5.42 %  | 5.42 %  |
| Otros | Otros |  | 17.85 % | 17.85 % |

| \| Escaños \| Escaños \| Escaños \| Escaños \| Escaños \| \| ------- \| ------- \| ------- \| ------- \| ------- \| \| \| \| \| \| \| \| PL \| PL \| \| 28.46 % \| 28.46 % \| \| FP \| FP \| \| 18.46 % \| 18.46 % \| \| AP \| AP \| \| 12.31 % \| 12.31 % \| \| APP \| APP \| \| 11.54 % \| 11.54 % \| \| RP \| RP \| \| 10.00 % \| 10.00 % \| \| AvP \| AvP \| \| 5.38 % \| 5.38 % \| \| JP \| JP \| \| 3.85 % \| 3.85 % \| \| SP \| SP \| \| 3.85 % \| 3.85 % \| \| PP \| PP \| \| 3.85 % \| 3.85 % \| \| PM \| PM \| \| 2.30 % \| 2.30 % \| |     |  |         |         |
| Escaños |     |  |         |         |
| |     |  |         |         |
| PL | PL  |  | 28.46 % | 28.46 % |
| FP | FP  |  | 18.46 % | 18.46 % |
| AP | AP  |  | 12.31 % | 12.31 % |
| APP | APP |  | 11.54 % | 11.54 % |
| RP | RP  |  | 10.00 % | 10.00 % |
| AvP | AvP |  | 5.38 %  | 5.38 %  |
| JP | JP  |  | 3.85 %  | 3.85 %  |
| SP | SP  |  | 3.85 %  | 3.85 %  |
| PP | PP  |  | 3.85 %  | 3.85 %  |
| PM | PM  |  | 2.30 %  | 2.30 %  |

#### Resultados por circunscripción
| Circunscripción | PL       | PL   | FP   | FP   | RP   | RP  | AP   | AP   | APP  | APP | AvP  | AvP | JP   | JP  | SP  | SP  | PP   | PP  | PM  | PM  |   |
| Circunscripción | %        | E    | %    | E    | %    | E   | %    | E    | %    | E   | %    | E   | %    | E   | %   | E   | %    | E   | %   | E   |   |
| --------------- | -------- | ---- | ---- | ---- | ---- | --- | ---- | ---- | ---- | --- | ---- | --- | ---- | --- | --- | --- | ---- | --- | --- | --- | - |
| Circunscripción | Amazonas | 17.4 | 1    | 11.8 | 1    | 4.1 | −    | 10.5 | −    | 9.4 | −    |     |      | 5.7 | −   | 4.6 | −    | 6.6 | −   | 3.1 | − |
| Áncash          | 16.7     | 2    | 11.6 | 1    | 6.3  | −   | 9.1  | 1    | 9.6  | 1   | 5.9  | −   | 6.6  | −   | 6.5 | −   | 5.8  | −   | 2.8 | −   |   |
| Apurímac        | 36.8     | 2    | 5.4  | −    | 2.9  | −   | 11.1 | −    | 1.4  | −   | 2.4  | −   | 11.5 | −   | 1.3 | −   | 2.2  | −   | 3.7 | −   |   |
| Arequipa        | 24.5     | 3    | 3.9  | −    | 7.9  | 1   | 9.6  | 1    | 2.5  | −   | 11.8 | 1   | 5.9  | −   | 3.4 | −   | 3.2  | −   | 7.9 | −   |   |
| Ayacucho        | 39.6     | 3    | 5.6  | −    | 4.2  | −   | 9.8  | −    | 5.2  | −   |      |     | 7.2  | −   | 4.7 | −   | 4.2  | −   | 1.8 | −   |   |
| Cajamarca       | 32.2     | 3    | 8.7  | 1    | 4.1  | −   | 8.9  | 1    | 11.6 | 1   | 3.1  | −   | 7.6  | −   | 6.4 | −   | 3.7  | −   | 2.3 | −   |   |
| Callao          | 5.2      | −    | 13.8 | 1    | 12.2 | 1   | 6.6  | −    | 4.6  | −   | 10.4 | 1   | 6.3  | −   | 8.3 | −   | 8.6  | 1   | 6.0 | −   |   |
| Cusco           | 23.8     | 2    | 3.1  | −    | 3.9  | −   | 10.3 | 1    | 9.5  | 1   | 3.3  | −   | 12.9 | 1   | 3.0 | −   | 2.5  | −   | 3.9 | −   |   |
| Huancavelica    | 34.7     | 1    | 4.5  | −    | 2.1  | −   | 18.8 | 1    | 3.0  | −   | 2.1  | −   | 5.7  | −   | 2.6 | −   | 1.1  | −   | 1.6 | −   |   |
| Huánuco         | 27.0     | 2    | 8.9  | −    | 8.5  | −   | 10.4 | −    | 11.1 | 1   |      |     | 4.0  | −   | 5.6 | −   | 3.9  | −   | 1.6 | −   |   |
| Ica             | 10.3     | 1    | 13.8 | 1    | 8.8  | −   | 10.5 | 1    | 4.5  | −   | 6.9  | −   | 6.6  | −   | 3.7 | −   | 10.2 | 1   | 4.2 | −   |   |
| Junín           | 18.5     | 2    | 12.9 | 1    | 6.6  | −   | 13.3 | 1    | 4.1  | −   | 6.2  | −   | 7.0  | 1   | 3.4 | −   | 3.7  | −   | 3.2 | −   |   |
| La Libertad     | 8.5      | 1    | 14.1 | 1    | 10.5 | 1   | 7.2  | 1    | 20.8 | 2   | 8.0  | 1   | 4.1  | −   | 5.0 | −   | 5.5  | −   | 3.6 | −   |   |
| Lambayeque      | 9.6      | 1    | 18.6 | 1    | 11.5 | 1   | 9.4  | 1    | 10.9 | 1   | 6.0  | −   | 8.2  | −   | 6.5 | −   | 5.7  | −   | 3.0 | −   |   |
| Lima            | 5.4      | 2    | 11.8 | 5    | 13.6 | 6   | 6.0  | 2    | 4.5  | 2   | 10.8 | 4   | 6.6  | 3   | 8.2 | 3   | 7.3  | 3   | 8.8 | 3   |   |
| Lima Provincias | 10.7     | 1    | 18.0 | 2    | 9.0  | 1   | 8.3  | –    | 5.7  | −   | 6.0  | −   | 6.2  | −   | 6.6 | −   | 7.2  | −   | 3.6 | −   |   |
| Loreto          | 3.5      | −    | 13.6 | 1    | 3.7  | −   | 14.2 | 1    | 9.4  | 1   | 4.1  | −   | 4.9  | −   | 7.2 | 1   | 6.2  | −   | 3.2 | −   |   |
| Madre de Dios   |          |      | 9.9  | −    | 5.4  | −   | 10.9 | −    | 17.6 | 1   | 5.0  | −   | 5.9  | −   |     |     | 5.9  | −   | 4.4 | −   |   |
| Moquegua        | 24.5     | 2    | 3.1  | −    | 6.2  | −   | 11.7 | −    | 10.4 | −   | 9.6  | −   |      |     | 6.2 | −   | 6.7  | −   | 3.1 | −   |   |
| Pasco           | 18.5     | 1    | 9.3  | −    | 7.0  | −   | 7.9  | −    | 11.2 | 1   |      |     | 4.2  | −   | 8.1 | −   | 3.4  | −   | 5.7 | −   |   |
| Piura           |          |      | 22.2 | 3    | 8.1  | 1   | 7.3  | −    | 16.9 | 2   | 6.6  | −   | 5.7  | −   | 8.8 | 1   | 7.0  | −   | 3.7 | −   |   |
| Puno            | 34.1     | 3    | 2.2  | −    | 2.0  | −   | 22.9 | 2    | 4.8  | −   | 4.6  | −   | 5.1  | −   | 2.1 | −   | 2.9  | −   | 2.1 | −   |   |
| San Martín      | 16.5     | 1    | 11.3 | 1    | 5.6  | −   | 10.9 | 1    | 17.8 | 1   | 6.1  | −   | 4.0  | −   | 5.7 | −   | 2.6  | −   | 1.8 | −   |   |
| Tacna           | 24.0     | 2    | 3.6  | −    | 6.9  | −   | 11.7 | −    | 5.0  | −   | 7.6  | −   | 6.9  | −   | 2.8 | −   | 9.5  | −   | 3.4 | −   |   |
| Tumbes          | 5.6      | −    | 26.3 | 2    | 4.4  | −   | 7.4  | −    | 10.6 | −   | 5.0  | −   | 7.2  | −   | 4.4 | −   | 4.7  | −   | 5.4 | −   |   |
| Ucayali         | 10.4     | 1    | 17.5 | 1    | 5.6  | −   | 11.8 | 1    | 10.0 | −   |      |     | 8.0  | −   | 4.6 | −   | 9.1  | −   | 2.1 | −   |   |
| Extranjero      | 6.3      | −    | 14.0 | 1    | 20.0 | 1   | 7.2  | −    | 2.7  | −   | 10.3 | −   | 11.5 | −   | 4.0 | −   |      |     | 7.8 | −   |   |
| Total           | 13.4     | 37   | 11.3 | 24   | 9.3  | 13  | 9.0  | 16   | 7.5  | 15  | 7.5  | 7   | 6.6  | 5   | 6.1 | 5   | 5.8  | 5   | 5.4 | 3   |   |

## Representantes electos
| Distrito electoral          | Escaños | Congresistas electos                              | Partido                  | Votos   |
| --------------------------- | ------- | ------------------------------------------------- | ------------------------ | ------- |
| Amazonas                    | 2       | Segundo Toribio Montalvo Cubas                    | Perú Libre               | 5,268   |
| Amazonas                    | 2       | Mery Eliana Infantes Castañeda                    | Fuerza Popular           | 2,575   |
| Áncash                      | 5       | Kelly Roxana Portalatino Avalos                   | Perú Libre               | 8,286   |
| Áncash                      | 5       | Elías Marcial Varas Meléndez                      | Perú Libre               | 6,328   |
| Áncash                      | 5       | Jhaec Darwin Espinoza Vargas                      | Acción Popular           | 6,505   |
| Áncash                      | 5       | Lady Mercedes Camones Soriano                     | Alianza para el Progreso | 6,203   |
| Áncash                      | 5       | Nilza Merly Chacón Trujillo                       | Fuerza Popular           | 3,950   |
| Apurímac                    | 2       | Paul Silvio Gutiérrez Ticona                      | Perú Libre               | 11,124  |
| Apurímac                    | 2       | María Elizabeth Taipe Coronado                    | Perú Libre               | 8,643   |
| Arequipa                    | 6       | Bernardo Jaime Quito Sarmiento                    | Perú Libre               | 41,430  |
| Arequipa                    | 6       | María Antonieta Agüero Gutiérrez                  | Perú Libre               | 29,293  |
| Arequipa                    | 6       | Álex Antonio Paredes Gonzales                     | Perú Libre               | 18,673  |
| Arequipa                    | 6       | Diana Carolina Gonzales Delgado                   | Avanza País              | 24,948  |
| Arequipa                    | 6       | Pedro Edwin Martínez Talavera                     | Acción Popular           | 16,372  |
| Arequipa                    | 6       | Esdras Ricardo Medina Minaya                      | Renovación Popular       | 15,693  |
| Ayacucho                    | 3       | Alex Randu Flores Ramírez                         | Perú Libre               | 21,993  |
| Ayacucho                    | 3       | Margot Palacios Huamán                            | Perú Libre               | 11,781  |
| Ayacucho                    | 3       | Germán Adolfo Tacuri Valdivia                     | Perú Libre               | 11,547  |
| Cajamarca                   | 6       | Segundo Teodomiro Quiroz Barboza                  | Perú Libre               | 16,660  |
| Cajamarca                   | 6       | Américo Gonza Castillo                            | Perú Libre               | 10,394  |
| Cajamarca                   | 6       | Yanina Poveda Mercedes                            | Perú Libre               | 7,264   |
| Cajamarca                   | 6       | Elva Edhit Julon Irigoin                          | Alianza para el Progreso | 9,080   |
| Cajamarca                   | 6       | Silvia María Monteza Facho                        | Acción Popular           | 7,171   |
| Cajamarca                   | 6       | Tania Estefany Ramírez García                     | Fuerza Popular           | 3,240   |
| Callao                      | 4       | Enrique Wong Pujada                               | Podemos Perú             | 11,384  |
| Callao                      | 4       | Patricia Rosa Chirinos Venegas                    | Avanza País              | 9,033   |
| Callao                      | 4       | Auristela Ana Obando Morgan                       | Fuerza Popular           | 8,914   |
| Callao                      | 4       | Noelia Rossvith Herrera Medina                    | Renovación Popular       | 8,619   |
| Cusco                       | 5       | Guido Bellido Ugarte                              | Perú Libre               | 20,164  |
| Cusco                       | 5       | Jhakeline Katy Ugarte Mamani                      | Perú Libre               | 12,700  |
| Cusco                       | 5       | Alejandro Soto Reyes                              | Alianza para el Progreso | 29,073  |
| Cusco                       | 5       | Luis Ángel Aragón Carreño                         | Acción Popular           | 12,291  |
| Cusco                       | 5       | Ruth Luque Ibarra                                 | Juntos por el Perú       | 12,049  |
| Huancavelica                | 2       | Alfredo Pariona Sinche                            | Perú Libre               | 9,849   |
| Huancavelica                | 2       | Wilson Soto Palacios                              | Acción Popular           | 7,145   |
| Huánuco                     | 3       | Elizabeth Sara Medina Hermosilla                  | Perú Libre               | 11,300  |
| Huánuco                     | 3       | Abel Augusto Reyes Cam                            | Perú Libre               | 7,133   |
| Huánuco                     | 3       | Luis Raúl Picón Quedo                             | Alianza para el Progreso | 10,812  |
| Ica                         | 4       | José Luis Elías Ávalos                            | Podemos Perú             | 10,708  |
| Ica                         | 4       | Raúl Huamán Coronado                              | Fuerza Popular           | 9,588   |
| Ica                         | 4       | Raúl Felipe Doroteo Carbajo                       | Acción Popular           | 8,482   |
| Ica                         | 4       | Jorge Alfonso Marticorena Mendoza                 | Perú Libre               | 6,597   |
| Junín                       | 5       | Waldemar José Cerrón Rojas                        | Perú Libre               | 25,281  |
| Junín                       | 5       | Silvana Emperatriz Robles Araujo                  | Perú Libre               | 11,893  |
| Junín                       | 5       | Ilich Fredy López Ureña                           | Acción Popular           | 17,727  |
| Junín                       | 5       | Edgard Cornelio Reymundo Mercado                  | Juntos por el Perú       | 7,912   |
| Junín                       | 5       | David Julio Jiménez Heredia                       | Fuerza Popular           | 7,278   |
| La Libertad                 | 7       | Segundo Héctor Acuña Peralta                      | Alianza para el Progreso | 19,729  |
| La Libertad                 | 7       | Magaly Rosmery Ruiz Rodríguez                     | Alianza para el Progreso | 16,689  |
| La Libertad                 | 7       | Diego Alonso Fernando Bazán Calderón              | Renovación Popular       | 22,200  |
| La Libertad                 | 7       | Víctor Seferino Flores Ruíz                       | Fuerza Popular           | 12,659  |
| La Libertad                 | 7       | Juan Bartolomé Burgos Oliveros                    | Avanza País              | 10,060  |
| La Libertad                 | 7       | Carlos Enrique Alva Rojas                         | Acción Popular           | 8,061   |
| La Libertad                 | 7       | Luis Roberto Kamiche Morante                      | Perú Libre               | 6,035   |
| Lambayeque                  | 5       | María Jessica Córdova Lobatón                     | Renovación Popular       | 12,552  |
| Lambayeque                  | 5       | María Grimaneza Acuña Peralta                     | Alianza para el Progreso | 11,384  |
| Lambayeque                  | 5       | Alejandro Aurelio Aguinaga Recuenco               | Fuerza Popular           | 10,715  |
| Lambayeque                  | 5       | Hilda Marleny Portero López                       | Acción Popular           | 8,568   |
| Lambayeque                  | 5       | José María Balcázar Zelada                        | Perú Libre               | 6,641   |
| Lima                        | 33      | Jorge Carlos Montoya Manrique                     | Renovación Popular       | 138,238 |
| Lima                        | 33      | María de los Milagros Jáuregui Martínez de Aguayo | Renovación Popular       | 68,011  |
| Lima                        | 33      | Norma Martina Yarrow Lumbreras                    | Renovación Popular       | 51,104  |
| Lima                        | 33      | José Ernesto Cueto Aservi                         | Renovación Popular       | 36,770  |
| Lima                        | 33      | Alejandro Muñante Barrios                         | Renovación Popular       | 21,019  |
| Lima                        | 33      | Héctor Valer Pinto                                | Renovación Popular       | 20,949  |
| Lima                        | 33      | Hernando Guerra-García Campos                     | Fuerza Popular           | 55,993  |
| Lima                        | 33      | Carmen Patricia Juárez Gallegos                   | Fuerza Popular           | 40,130  |
| Lima                        | 33      | Carlos Ernesto Bustamante Donayre                 | Fuerza Popular           | 24,078  |
| Lima                        | 33      | Martha Lupe Moyano Delgado                        | Fuerza Popular           | 23,262  |
| Lima                        | 33      | Rosangella Andrea Barbarán Reyes                  | Fuerza Popular           | 22,574  |
| Lima                        | 33      | Adriana Josefina Tudela Gutiérrez                 | Avanza País              | 47,141  |
| Lima                        | 33      | José Daniel Williams Zapata                       | Avanza País              | 44,791  |
| Lima                        | 33      | Alejandro Enrique Cavero Alva                     | Avanza País              | 30,243  |
| Lima                        | 33      | Yessica Rosselli Amuruz Dulanto                   | Avanza País              | 21,858  |
| Lima                        | 33      | Ana María Susel Paredes Piqué                     | Partido Morado           | 76,789  |
| Lima                        | 33      | George Edward Málaga Trillo                       | Partido Morado           | 67,047  |
| Lima                        | 33      | Flor Aideé Pablo Medina                           | Partido Morado           | 53,901  |
| Lima                        | 33      | Martín Alberto Vizcarra Cornejo                   | Somos Perú               | 208,387 |
| Lima                        | 33      | Yorel Kira Alcarraz Agüero                        | Somos Perú               | 28,408  |
| Lima                        | 33      | Alfredo Azurín Loayza                             | Somos Perú               | 23,626  |
| Lima                        | 33      | José León Luna Gálvez                             | Podemos Perú             | 91,063  |
| Lima                        | 33      | Digna Calle Lobatón                               | Podemos Perú             | 54,287  |
| Lima                        | 33      | Carlos Antonio Anderson Ramírez                   | Podemos Perú             | 14,052  |
| Lima                        | 33      | Sigrid Tesoro Bazán Narro                         | Juntos por el Perú       | 44,362  |
| Lima                        | 33      | Isabel Cortez Aguirre                             | Juntos por el Perú       | 34,889  |
| Lima                        | 33      | Roberto Helbert Sánchez Palomino                  | Juntos por el Perú       | 29,827  |
| Lima                        | 33      | José Alberto Arriola Tueros                       | Acción Popular           | 34,984  |
| Lima                        | 33      | María del Carmen Alva Prieto                      | Acción Popular           | 25,219  |
| Lima                        | 33      | Guillermo Bermejo Rojas                           | Perú Libre               | 8,254   |
| Lima                        | 33      | Nivardo Edgar Tello Montes                        | Perú Libre               | 5,134   |
| Lima                        | 33      | Gladys Margot Echaíz de Núñez-Izaga               | Alianza para el Progreso | 21,629  |
| Lima                        | 33      | Roberto Enrique Chiabra León                      | Alianza para el Progreso | 19,223  |
| Lima Provincias             | 4       | Leslie Vivian Olivos Martinez                     | Fuerza Popular           | 7,785   |
| Lima Provincias             | 4       | Luis Gustavo Cordero Jon Tay                      | Fuerza Popular           | 4,531   |
| Lima Provincias             | 4       | Janet Milagros Rivas Chacara                      | Perú Libre               | 4,455   |
| Lima Provincias             | 4       | Javier Rommel Padilla Romero                      | Renovación Popular       | 6,825   |
| Loreto                      | 4       | Juan Carlos Mori Celis                            | Acción Popular           | 8,815   |
| Loreto                      | 4       | Hitler Saavedra Casternoque                       | Somos Perú               | 7,654   |
| Loreto                      | 4       | Jorge Alberto Morante Figari                      | Fuerza Popular           | 5,548   |
| Loreto                      | 4       | Rosío Torres Salinas                              | Alianza para el Progreso | 5,179   |
| Madre de Dios               | 1       | Eduardo Salhuana Cavides                          | Alianza para el Progreso | 3,013   |
| Moquegua                    | 2       | Jorge Samuel Coayla Juárez                        | Perú Libre               | 4,846   |
| Moquegua                    | 2       | Victor Raúl Cutipa Ccama                          | Perú Libre               | 3,821   |
| Pasco                       | 2       | Freddy Ronald Díaz Monago                         | Alianza para el Progreso | 4,195   |
| Pasco                       | 2       | Pasión Neomías Dávila Atanacio                    | Perú Libre               | 3,915   |
| Piura                       | 7       | Eduardo Enrique Castillo Rivas                    | Fuerza Popular           | 10,901  |
| Piura                       | 7       | Cruz María Zeta Chunga                            | Fuerza Popular           | 10,079  |
| Piura                       | 7       | César Manuel Revilla Villanueva                   | Fuerza Popular           | 6,420   |
| Piura                       | 7       | Heidy Lisbeth Juárez Calle                        | Alianza para el Progreso | 19,153  |
| Piura                       | 7       | Idelso Manuel García Correa                       | Alianza para el Progreso | 14,205  |
| Piura                       | 7       | Wilmar Alberto Elera García                       | Somos Perú               | 11,483  |
| Piura                       | 7       | Miguel Ángel Ciccia Vásquez                       | Renovación Popular       | 9,269   |
| Puno                        | 5       | Óscar Zea Choquechambi                            | Perú Libre               | 34,450  |
| Puno                        | 5       | Flavio Cruz Mamani                                | Perú Libre               | 30,025  |
| Puno                        | 5       | Wilson Rusbel Quispe Mamani                       | Perú Libre               | 28,343  |
| Puno                        | 5       | Carlos Javier Zeballos Madariaga                  | Acción Popular           | 23,883  |
| Puno                        | 5       | Jorge Luis Flores Ancachi                         | Acción Popular           | 23,539  |
| Residentes en el Extranjero | 2       | Jorge Arturo Zeballos Aponte                      | Renovación Popular       | 4,619   |
| Residentes en el Extranjero | 2       | Juan Carlos Lizarzaburu Lizarzaburu               | Fuerza Popular           | 1,773   |
| San Martín                  | 4       | Cheryl Trigozo Reátegui                           | Alianza para el Progreso | 16,574  |
| San Martín                  | 4       | Lucinda Vásquez Vela                              | Perú Libre               | 8,778   |
| San Martín                  | 4       | Luis Arturo Alegría García                        | Fuerza Popular           | 2,443   |
| San Martín                  | 4       | Karol Ivett Paredes Fonseca                       | Acción Popular           | 4,995   |
| Tacna                       | 2       | Betssy Betzabet Chávez Chino                      | Perú Libre               | 8,472   |
| Tacna                       | 2       | Fernando Mario Herrera Mamani                     | Perú Libre               | 6,105   |
| Tumbes                      | 2       | Héctor José Ventura Ángel                         | Fuerza Popular           | 3,661   |
| Tumbes                      | 2       | María del Pilar Cordero Jon Tay                   | Fuerza Popular           | 2,194   |
| Ucayali                     | 3       | Jeny Luz López Morales                            | Fuerza Popular           | 4,576   |
| Ucayali                     | 3       | Elvis Hernán Vergara Mendoza                      | Acción Popular           | 4,486   |
| Ucayali                     | 3       | Francis Jhasmina Paredes Castro                   | Perú Libre               | 3,454   |
| Fuente: OjoPúblico          |         |                                                   |                          |         |